# Pvris
PVRIS (pronuncia-se Paris)  é uma banda americana de rock formada por dois integrantes, Lynn Gunn e Brian Macdonald,  em Lowell, Massachusetts, em 2010, com o nome de "Operation Guillotine". A banda decidiu mudar seu nome para Paris, mas por razões legais ele foi novamente alterado no verão de 2013, para PVRIS. Eles lançaram um EP auto-intitulado e um EP acústico antes de assinar com a Rise Records e Velocity Records e lançou seu single "St. Patrick" em 24 de junho de 2014, juntamente com um clipe que foi dirigido por Raul Gonzo. Eles lançaram seu álbum de estréia, White Noise, em novembro de 2014, e a versão deluxe em 22 de abril de 2016. No dia 25 de Agosto de 2017 lançaram o segundo álbum de estúdio: All We Know Of Heaven, All We Need Of Hell pela Rise Records e BMG. Em 2019, a PVRIS foi para a Reprise/Warner Records, lançou os singles, Death of Me e Hallucinations e lançou um EP, também chamado Hallucinations no dia 25 de outubro.
No dia 2 de março de 2020 a banda começou a divulgação do seu terceiro álbum de estúdio, Use Me, que foi lançado em 28 de agosto de 2020.
Em 2022, PVRIS saiu da Warner Records e assinou com Hopeless Records, e lançou os singles Animal e Anywhere But Here, que farão parte do álbum que irá ser lançado em 2023.

## História

### 2010 - 2013: Formação
A PVRIS formou-se em Lowell, Massachusetts em 2010 sob o nome de Operation Guillotine. Originalmente eles eram uma banda de metalcore, consistindo de cinco membros, com Kyle Anthony realizando vocais principais. Sua formação logo mudou, em 2012, para a vocalista/guitarrista Lynn Gunn, o guitarrista Alex Babinski, o baixista Brian Macdonald e o baterista Brad Griffin. Babinski já havia estado na banda "I Am the Fallen".
Em 2013 eles lançaram um EP autointitulado contendo 5 músicas inéditas: Demon Limbs, Waking Up, Mind Over Matter, Only Love e The Heartless feat. Josh Herzer. O som foi descrito como post-hardcore. Eles tocaram shows esporádicos durante a primavera, incluindo uma mini-turnê bem-sucedida com a banda "Love, Robot".
Durante o verão de 2013, a banda tocou uma semana no palco da Batalha de Bandas da Ernie Ball na Warped Tour depois de ganhar um concurso. Foi também durante esse período que eles mudaram oficialmente seu nome de "Paris" para "PVRIS", por razões legais, que foi oficialmente constituída em 26 de julho.
A banda foi na The Rise Up Tour, apoiando a banda A Skylit Drive em setembro e outubro. Pouco depois do final da turnê, o baterista Brad Griffin saiu da banda e eles continuaram como um trio. A PVRIS começou a provocar os fãs dizendo que eles logo estariam no estúdio para escrever e gravar material novo. Esse processo de gravação começou em dezembro, quando a PVRIS entrou no estúdio com Blake Harnage da VersaEmerge.
Em 7 de fevereiro de 2014 eles anunciaram oficialmente que faziam parte do Acoustic 4 Way Split com as bandas A Loss For Words, Wind In Sails e After Tonight, que deveria ser lançado em 1 de abril de 2014. Coincidindo com o lançamento de seu EP acústico, a PVRIS se juntou a A Loss For Words, Veara, City Lights e Moms no 5º aniversário de The Kids Can not Lose Tour de 29 de março de 2014 a 13 de abril de 2014.

### 2014 - 2016: White Noise, videografia e shows
Quando a banda entrou no estúdio, seu som mudou drasticamente, incorporando elementos pop e eletrônicos em suas músicas. Gunn afirmou que esta incorporação foi feita subconscientemente. Em junho de 2014, a banda assinou com a popular gravadora Rise Records (primeira banda de vocal feminino a entrar nessa produtora), e lançaram um clipe para o single "St. Patrick". Em uma entrevista para o The Huffington Post, Lynn Gunn falou sobre a emoção que veio junto com a possibilidade de lançar novas músicas para o público. "Nós esperamos mais de seis meses para liberar qualquer coisa ... Parece incrível que finalmente posso liberar isso para o mundo. Muitas pessoas estão dentro disso do que imaginamos!". Eles tocaram por 2 semanas na batalha de bandas da Warped Tour, e durante esse tempo, foram citados como um dos "18 artistas que você deve conhecer em 2014" pela The Huffington Post. "Lynn Gunn é uma força que não pode ser negada, redolentemente pungente em suas vocalizações mais excitáveis e serenas. A primeira banda liderada por uma mulher a assinar na Rise Records, uma gravadora que quase improvisadamente fez da música metalcore igualmente acessível e desejável, a gravadora acabou de fazer sua aquisição mais inteligente até agora".
A banda apoiou o Mayday Parade em outubro e novembro na The Honeymoon Tour. Também em setembro, a banda apoiou a banda Emarosa no Up Close and Personal tour. Se juntou ao Ice Grills 2014 Tour no Japão de 16 a 21 de setembro de 2014, a turnê apresentou Lynn e Brian tocando junto com o A Loss For Words, State Champs, bem como a PVRIS fornecendo suporte acústico. Em 22 de setembro de 2014, a banda anunciou seu primeiro álbum de estúdio, White Noise, que foi lançado em 04 de novembro. No dia seguinte, a PVRIS lançou um clipe para "My House". Em 6 de outubro de 2014, a PVRIS lançou "The Empty Room Sessions" de My House. Em 16 de outubro de 2014, eles lançaram a faixa auto-intitulada "White Noise". Em 10 de novembro de 2014, anunciou-se que a PVRIS apoiaria o Pierce the Veil e o Sleeping with Sirens no segundo turno da World Tour e que o Mallory Knox também os apoiaria. A turnê foi de 23 de janeiro a 4 de março, começando em San Diego e terminando em Oklahoma City. Em 25 de março de 2015, a PVRIS lançou o video oficial para "White Noise".
No dia 11 de junho, PVRIS ganhou o prêmio Kerrang! Awards 2015 na categoria "Best International Newcomer". Em 22 de junho de 2015, a PVRIS lançou o cover da música Chandelier da Sia na edição deluxe do Punk Goes Pop 6. Em 2 de julho de 2015, lançaram o clipe oficial para "Holy". Em 21 de julho de 2015, eles lançaram o clipe oficial de música para "Fire". No dia seguinte, eles se apresentaram na Alternative Press Music Awards e levaram para casa o prêmio de Breakthrough Band. A banda apoiou o Bring Me the Horizon nos EUA em outubro e, em seguida, apoiou-os no mês seguinte no Reino Unido.
Em 5 de janeiro de 2016, a PVRIS fez sua estréia na televisão americana, tocando "My House" e "White Noise" no Jimmy Kimmel Live!. Em 17 de fevereiro de 2016, a banda lançou uma música nova intitulada "You and I" na Rádio 104.5.  A música foi lançada em 22 de fevereiro, juntamente com um clipe, e foi destaque em uma edição deluxe do White Noise, lançado em 22 de abril. A edição deluxe também incluiu um DVD com os clipes de cada música do álbum White Noise original e também a música bônus "You and I". Todos os onze clipes foram dirigidos por Raul Gonzo e parecem ter um tema contínuo com o icônico espelho. No final de cada clipe, uma visualização do próximo clipe apareceria. Todos exceto o último clipe. Além disso, o álbum deluxe incluiu uma versão stripped de "You and I", bem como uma nova faixa "Empty". Em fevereiro e março, a banda apoiou o Fall Out Boy em sua turnê pelos EUA. Em 11 de maio de 2016, a PVRIS partiu em sua primeira turnê americana, que terminou em 10 de junho. Foi anunciado que a banda tocaria na Lollapolooza de Chicago pela primeira vez em 29 de julho de 2016.

### 2016 - 2018: All We Know Of Heaven, All We Need Of Hell
Em 27 de julho de 2016, Lynn Gunn publicou uma foto no Twitter mostrando 45 músicas que foram escritas para o álbum 2. PVRIS tocou seu último show de 2016 no Summer Sonic Osaka em 21 de agosto. Depois disso, eles foram para a cidade de Utica, no estado de Nova York, para gravar seu segundo álbum em uma igreja supostamente assombrada, que se tornou em um estúdio. No dia 6 de Fevereiro de 2017 foi divulgada a maior tour que a PVRIS já participou em sua carreira, que foi como banda de abertura das bandas Muse e 30 Seconds to Mars nos EUA.
Em 13 de fevereiro de 2017, a PVRIS confirmou em uma publicação na página do Facebook que o álbum 2 estava sendo gravado. Em 17 de fevereiro de 2017, a PVRIS atualizou todas as suas plataformas de redes sociais com um novo tema, bem como um post com os números romanos "II XX XVII" ou 2/20/17. No dia 20 de fevereiro eles anunciaram uma pequena turnê européia. Lynn Gunn então tweetou, "Oh, meus amores, vocês não conseguem ver? A nova era acaba de começar." Ela também confirmou que os fãs iriam ouvir novas músicas na turnê europeia.
Em 30 de abril de 2017, a PVRIS estreou seu novo single "Heaven" do seu próximo álbum na Radio 1 Rock Show da BBC. Em 1 de maio, All We Know of Heaven, All We Need of Hell foi anunciado para lançamento no dia 4 de agosto. Em 4 e 5 de maio de 2017, a PVRIS se apresentou em Londres como parte de sua turnê européia e apresentou uma prévia do que seria a música "Half". Em 13 de junho, a PVRIS estreou seu single "What's Wrong" no programa BBC Radio 1 de Annie Mac como outro complemento ao álbum AWKOHAWNOH.
No dia 17 de Julho de 2017, a PVRIS comparaceu no Alternative Press Music Awards, onde era indicada em duas categorias: "Melhor Vocalista" e "Fã base mais dedicada", e no tapete vermelho, Lynn Gunn falou que a data de lançamento do novo álbum iria ser adiada para o dia 25 de Agosto, o que foi confirmado pelo perfi da banda no dia seguinte. No Alternative Press Music Awards, Lynn venceu a categoria de Melhor Vocalista. No mesmo dia em que confirmou que o álbum iria ter a data de lançamento atrasada, por causa de ajustes de última hora, a PVRIS divulgou a tracklist do AWKOHAWNOH, que é: Heaven, Half, Anyone Else, What's Wrong, Walk Alone, Same Soul, Winter, No Mercy, Separate e Nola 1.
Mais dois singles foram lançados antes do AWKOHAWNOH: "Half" e "Winter". "Half" foi lançada pois a música vazou, então eles inevitavelmente tiveram que lançar oficialmente, onde junto com a música, lançaram um "Visualette". O lançamento de "Winter" foi uma surpresa onde lançaram também um "Visualette". Dois dias antes do lançamento do AWKOHAWNOH, "Anyone Else" foi lançada, e um dia depois, o clipe oficial, que foi dirigido pelo Raúl Gonzo e co-dirigido pela Lynn. No dia 26 e 27 de Agosto a PVRIS performou no palco principal do Reading e Leeds Festival, maior festival que eles já participaram na carreira. No dia 23 de Outubro, a PVRIS abriu o show da Paramore no México, estreia da banda na América Latina, sendo Hayley Williams uma das maiores influências para o começo da carreira da Lynn, o show foi um marco na história da banda além de ter sido um sonho realizado para eles.
A turnê no Reino Unido do AWKOHAWNOH teve 7 shows, todos com todos os ingressos vendidos, e teve como maiores públicos em Manchester e em Londres, onde no dia 30 de Novembro, a PVRIS fez o maior show headliner da carreira deles, onde eles tocaram para mais de 5.000 mil pessoas e teve como shows de abertura a banda Coin e a cantora Tyne. E no dia 1 de Dezembro, a PVRIS ganhou o prêmio de Artista do Ano pela revista Rock Sound. O AWKOHAWNOH recebeu critícas altamente positivas de revistas (como Kerrang! e Rock Sound) e sites de importância como Metacritic que avaliou o álbum com nota '86'.
Em 2018 eles anunciaram a segunda parte da turnê norte americana, passando por cidades em que eles não haviam tocado na primeira parte e também anunciaram alguns shows pela Europa e participações em festivais. E como ultima parte da turnê dessa era, eles foram para a Ásia e Oceania.

### 2018 - 2019: Hallucinations EP
No dia 15 de Outubro, a Lynn via twitter falou: "O ciclo de turnês do AWKOHAWNOH terminou rápido, nunca realmente disse nada para encerrá-lo, achei estranho e nós imediatamente pulamos no que está por vir, para aqueles curiosos, nós estamos trabalhando em novas músicas e vai ser por um tempo, dito isto, foi um ciclo extremamente estranho/difícil/bonito, mas eu não o teria feito de outra forma. Eu realmente sinto que nos preparou para o que quer que aconteça neste próximo álbum, obrigado por todo o amor através dele." Com isso a Lynn declarou o fim da era do AWKOHAWNOH.
Quando perguntada se haverá música nova até Agosto de 2019, por causa do Reading & Leeds Festival, Lynn respondeu: P: Isso quer dizer que você vai ter música nova? R: π=3.1415926535897932384626....
No dia 10 de julho de 2019, a banda postou um teaser de uma música no grupo deles no Facebook, confirmando então o lançamento do novo single, Death of Me, para o dia 12 de julho.
Na semana do dia 16 de agosto, a PVRIS mandou por correio para alguns fãs, um vinil contendo o single novo, Hallucinations, que acabou por sair oficialmente no dia 16 de agosto, junto com um video clipe. Nesse mesmo dia, anunciaram que irão lançar um EP no dia 25 de outubro e que em 2020 o terceiro álbum irá ser lançado.
No dia 25 de Outubro a PVRIS lançou então o seu primeiro EP via Warner Records, chamado Hallucinations.

### 2019 - 2021: Use Me e saída do Alex Babinski
Um dia após o término da turnê de divulgação do EP Hallucinations, no dia 02 de Março de 2020, a banda começou a divulgar pelo Spotify, pelas músicas, vídeos mostrando símbolos e partes de uma imagem da vocalista Lynn Gunn, até que no dia 4 de março foi descoberto que a imagem por trás dos vídeos era a capa do terceiro álbum de estúdio, Use Me, e os símbolos representavam cada música do álbum. Foram reutilizadas as músicas do EP: Death of Me, Hallucinations e Old Wounds. No mesmo dia que foi divulgado sobre o álbum novo, foi lançado o single Dead Weight junto com um clipe inspirado nos anos 80.
Lynn também confirmou que no álbum terá uma música inspirada na série da HBO, Euphoria. Com o lançamento do álbum, foi descoberto que a música inspirada na série é Use Me, que também é o título do álbum. Gunn informou que escreveu essa canção inspirada na relação das protagonistas da série, Jules e Rue.
O álbum foi adiado 2 vezes, uma devido ao Covid-19 e depois por causa do movimento Black Lives Matter, então a data de lançamento ficou para o dia 28 de agosto.
No dia 26 de agosto, dois dias antes do lançamento do álbum, Alex Babinski saiu da banda por causa de acusações de assédio sexual, então a partir desse dia na banda ficou apenas Lynn Gunn e Brian Macdonald.

### 2021- 2022: Monster e música para o League of Legends
A divulgação do novo single começou quando a banda disponibilizou um site chamado sweatblvvdtears.com onde em cada dia eles postavam um teaser diferente, onde depois de uma semana foi lançado o novo single da nova era, chamado Monster. Eles lançaram essa música em decorrência da turnê norte-americana, a primeira em dois anos parados, onde além de terem tocado Monster pela primeira vez, também tocaram My Way e If I Don't Wake Up Tomorrow, músicas que vão fazer parte de um trabalho futuro da banda.
No dia 28 de setembro foi anunciado que a banda fez a música tema do Worlds 2021 (Competição de League of Legends), chamada de Burn It All Down. Logo em seguida foi anunciado que a PVRIS, junto com o Miyavi, iam lançar "Snakes", uma das músicas da trilha sonora da série "Arcane" da Netflix.
Em outubro, PVRIS então lançou o single "My Way", o que seria então o último single a ser lançado em nome da Warner Records.

### 2022 - presente: Animal/Anywhere But Here, saída da Warner Records e nova gravadora
Em abril, foi anunciado o adiamento da turnê que aconteceria na Europa e no Reino Unido, devido a questões com a antiga gravadora (Warner Records) e também por que a Lynn estava focando no álbum novo, assim a turnê ficando para início de 2023.
Em outubro, PVRIS então lançou duas músicas novas, Animal e Anywhere But Here, com a nova gravadora, Hopeless Records. Lynn Gunn também comentou que o álbum está no ajustes finais.

## Prêmios e indicações
| Ano  | Associação          | Categoria                                                 | Resultado |
| ---- | ------------------- | --------------------------------------------------------- | --------- |
| 2015 | Kerrang!            | Melhor Artista Revelação Internacional                    | Ganhou    |
| 2015 | Alternative Press   | Artista Revelação                                         | Ganhou    |
| 2015 | Alternative Press   | Melhor Vocalista (Lynn Gunn)                              | Indicada  |
| 2015 | Alternative Press   | Melhor Videoclipe (St. Patrick)                           | Indicada  |
| 2015 | Alternative Press   | Música do Ano (My House)                                  | Indicada  |
| 2016 | Boston Music Awards | Artista do Ano                                            | Ganhou    |
| 2016 | Boston Music Awards | Música do Ano (You and I)                                 | Ganhou    |
| 2016 | Boston Music Awards | Vocalista Feminina do Ano (Lynn Gunn)                     | Ganhou    |
| 2016 | Kerrang!            | Melhor Banda Internacional                                | Indicada  |
| 2016 | Alternative Press   | Fã Base Mais Dedicada                                     | Indicada  |
| 2016 | Alternative Press   | Artista do Ano                                            | Indicada  |
| 2017 | Alternative Press   | Melhor Vocalista (Lynn Gunn)                              | Ganhou    |
| 2017 | Alternative Press   | Fã Base Mais Dedicada                                     | Indicada  |
| 2017 | RockSound           | Artista do Ano                                            | Ganhou    |
| 2017 | Boston Music Awards | Artista do Ano                                            | Ganhou    |
| 2017 | Boston Music Awards | Música do Ano (Heaven)                                    | Ganhou    |
| 2017 | Boston Music Awards | Artista Pop do Ano                                        | Ganhou    |
| 2017 | Boston Music Awards | Álbum do Ano (All We Know of Heaven, All We Need of Hell) | Indicada  |
| 2017 | Boston Music Awards | Videoclipe do Ano (Heaven)                                | Indicada  |
| 2017 | Boston Music Awards | Vocalista Feminina do Ano (Lynn Gunn)                     | Indicada  |
| 2017 | iHeartRadio         | Melhor Banda Underground Alternativo                      | Indicada  |
| 2018 | RockSound           | Rock Sound Icone (Lynn Gunn)                              | Ganhou    |
| 2018 | British LGBT Awards | Artista Musical                                           | Indicada  |
| 2018 | Boston Music Awards | Artista Pop do Ano                                        | Indicada  |
| 2018 | Boston Music Awards | Vocalista do Ano (Lynn Gunn)                              | Indicada  |

## Integrantes
| Nome                                | Função                             | Tempo         | Ref.   |
| ----------------------------------- | ---------------------------------- | ------------- | ------ |
| Brian James MacDonald Jr.           | baixo, teclado                     | 2012–presente | [ 72 ] |
| Lyndsey "Lynn Gunn" Gerd Gunnulfsen | vocais, guitarra, teclado, bateria | 2010–presente | [ 73 ] |

| Nome          | Função                      | Tempo     |
| ------------- | --------------------------- | --------- |
| Alex Whiting  | guitarra principal          | 2010-12   |
| Brad Griffin  | bateria, backing vocals     | 2010–13   |
| Kyle Anthony  | unclean vocals              | 2010-12   |
| Tom Roy       | baixo                       | 2010-12   |
| Alex Babinski | guitarra principal, teclado | 2011-2020 |

| Nome         | Função  | Tempo           | Ref.   |
| ------------ | ------- | --------------- | ------ |
| Justin Nace  | bateria | 2013 - 2020     | [ 74 ] |
| Denny Agosto | bateria | 2020 - presente |        |

## Discografia
| Titulo         | Ano  | Gravadora              | Formato           |
| -------------- | ---- | ---------------------- | ----------------- |
| Paris          | 2013 | Lançamento próprio     | CD/Digital        |
| Acoustic       | 2014 | Lançamento próprio     | Digital/10" Vinil |
| Hallucinations | 2019 | Warner/Reprise Records | Digital           |

| Título                                     | Ano  | Gravadora              | Formato                       |
| ------------------------------------------ | ---- | ---------------------- | ----------------------------- |
| White Noise                                | 2014 | Velocity/Rise Records  | CD/Digital/Vinil/Fita Cassete |
| White Noise Deluxe Version                 | 2016 | Rise Records           | CD/Digital/Vinil/Fita Cassete |
| All We Know Of Heaven, All We Need Of Hell | 2017 | Rise Records/BMG       | CD/Digital/Vinil/Fita Cassete |
| Use Me                                     | 2020 | Warner/Reprise Records | CD/Digital/Vinil              |

| Titulo                                                            | Ano  | Álbum                                |
| ----------------------------------------------------------------- | ---- | ------------------------------------ |
| "Gemini" (colaboração de Kyle Anthony)                            | 2012 | Sem álbum                            |
| "Rain" (Love, Robot com a colaboração da PVRIS)                   | 2013 | Sem álbum                            |
| "Follow"                                                          | 2013 | Sem álbum                            |
| "Chandelier" (Cover)                                              | 2014 | Punk Goes Pop Vol. 6                 |
| "Are You Ten Years Ago" (Cover)                                   | 2017 | The Con X: Covers                    |
| "Giants" (Lights Remix)                                           | 2017 | Sem álbum                            |
| "Fire That Burns" (Circa Waves com a colaboração da PVRIS)        | 2017 | Different Creatures                  |
| "Alive" (Guardin com a colaboração da PVRIS)                      | 2020 | Sem álbum                            |
| "Numb" (Kiiara com colaboração da PVRIS & DeathyRomy)             | 2020 | lil kiiwi                            |
| "Coming Apart" (Joywave Remix)                                    | 2020 | Sem álbum                            |
| "WONDER" (morgxn Remix)                                           | 2020 | Sem álbum                            |
| "Sacrificial" (Rezz com a colaboração da PVRIS)                   | 2021 | Sem álbum                            |
| "Hellogoodbye" (HOKO Remix)                                       | 2021 | Sem álbum                            |
| "Can't Get Me High" (Jax Anderson com a colaboração da PVRIS)     | 2021 | Sem álbum                            |
| "Slow Heart" (TWIN XL Remix)                                      | 2021 | Sem álbum                            |
| "Monster"                                                         | 2021 | Sem álbum                            |
| "My Way"                                                          | 2021 | Sem álbum                            |
| "If I Don't Wake Up Tomorrow"                                     | 2021 | Sem álbum                            |
| "Burn It All Down" (League of Legends com a colaboração da PVRIS) | 2021 | Sem álbum                            |
| "Snakes" (colaboração de Miyavi)                                  | 2021 | Trilha Sonora de Arcane              |
| "In These Walls" (Machine Gun Kelly com colaboração da PVRIS)     | 2022 | Lockdown Sessions                    |
| "Maybe You Saved Me" (Bad Suns com colaboração da PVRIS)          | 2022 | Apocalypse Whenever (Deluxe Edition) |
| "Wicked" (MILKBLOOD com colaboração da PVRIS)                     | 2022 | Sem álbum                            |
| "Animal"                                                          | 2022 | Sem álbum                            |
| "Anywhere but Here"                                               | 2022 | Sem álbum                            |